# Heinz Reh
Heinz Reh (* 19. Juni 1925 in Essen; † 25. Januar 1997) war ein deutscher Fußballspieler. Der Offensivspieler absolvierte bei Borussia Mönchengladbach in der damals erstklassigen Fußball-Oberliga West von 1953 bis 1957 insgesamt 88 Ligaspiele, in denen er 35 Tore erzielte.

## Laufbahn als Fußballer
Im Essener Stadtteil Holsterhausen, beim dortigen TuS Essen-West, begann in der Saison 1949/50 mit dem Aufstieg aus der Landesliga Niederrhein in die 2. Liga West, die höherklassige Fußball-Laufbahn des Angreifers Heinz Reh. In den zwei Runden 1950/51 und 1951/52 erzielte Reh in 62 Zweitligaspielen 24 Tore für das Team aus Holsterhausen. Nach der Eingliederung in das Amateurlager nach der zweiten Saison durch die Einführung der eingleisigen 2. Liga ab der Runde 1952/53, TuS Essen hatte 1951/52 den 12. Rang belegt, nahm Reh zum Start der eingleisigen 2. Liga, 1952/53, das Angebot der SG Wattenscheid 09 an und wechselte zum Team aus dem Lohrheidestadion. Unter Trainer Walter Ochs belegten die Schwarz-Weißen den 5. Rang, Meister wurde der Lokalrivale VfL Bochum. Die Elf um Torjäger Reh, der Neuzugang aus Essen hatte in 29 Ligaeinsätzen 20 Tore erzielt und erreichte damit hinter Franz Alexius und Willi Koll, beide je 24 Tore, den 3. Rang in der Torschützenliste in der 2. Liga West. Die Heimstärke mit 24:6 Punkten, ohne Niederlage, brachte Wattenscheid auf den 5. Rang; mit den 11:19 Auswärtspunkten verpasste die Mannschaft eine bessere Platzierung. Beim Heimspiel am 11. Januar 1953 gegen Bochum (1:1) hatte man mit 11.000 Zuschauern den besten Besuch der Runde zu verzeichnen. Nach dieser Runde war Reh nicht mehr in der 2. Liga zu halten, er nahm zur Saison 1953/54 das Angebot des Oberligisten Borussia Mönchengladbach an und wechselte zur Elf vom Bökelbergstadion.
In seiner ersten Runde Oberliga West, 1953/54, erzielte er an der Seite von Heinz Janssen und Ewald Nienhaus in 20 Ligaeinsätzen 15 Tore; die Borussia landete auf dem 12. Rang. Seine vier Runden bei der späteren „Fohlen-Elf“, standen fortlaufend im Zeichen des permanenten Kampfes gegen den Abstieg. Als der spätere Nationalspieler und Italienprofi Albert Brülls sein Debüt in der Oberliga bei der Borussia gab, 1956/57, stieg Reh mit seinen Mannschaftskameraden als 16. aus der Oberliga ab. Er hatte nochmals in 21 Rundenspielen vier Tore erzielt.
In der 2. Liga erzielte der 37-jährige Routinier 1957/58 bei der Erringung der Vizemeisterschaft und damit der sofortigen Oberligarückkehr für die Mannschaft von Trainer Fritz Pliska, in 24 Rundenspielen vier Tore.
Im Sommer 1958 beendete der langjährige Ligaspieler seine Spielerkarriere.